# Whippingham

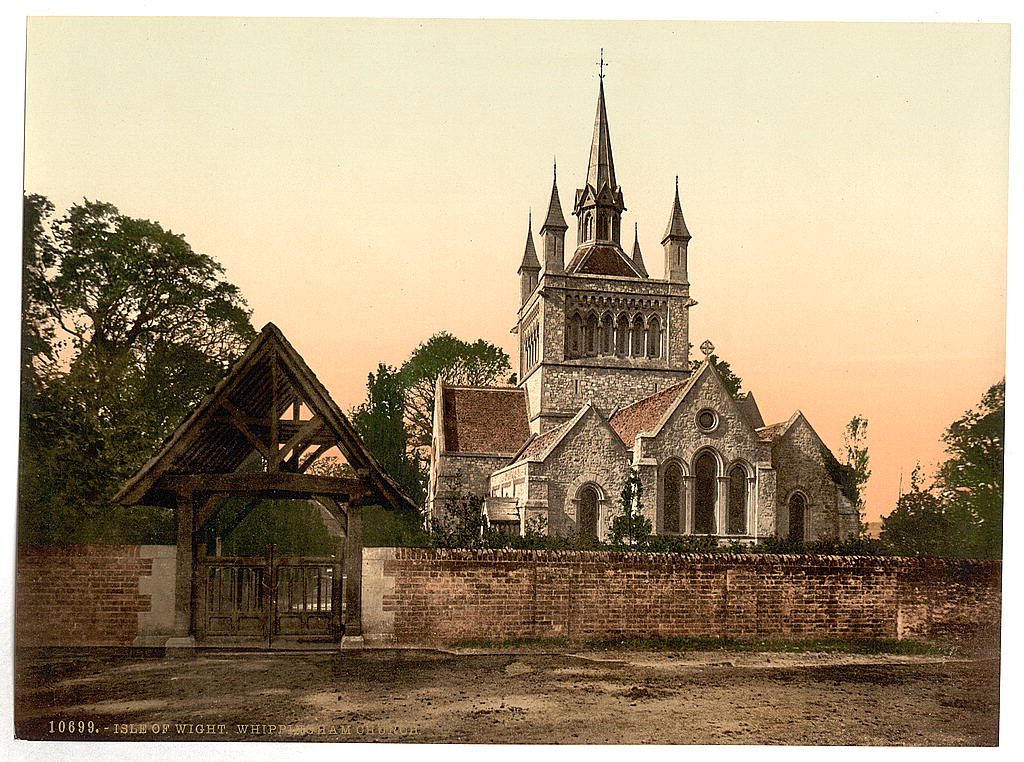
L'église de Whippingham vers 1910

Whippingham est un village et une paroisse de l'île de Wight. Il est situé à deux kilomètres au sud de East Cowes, dans le nord de l'île. Au moment du recensement de 2011, il comptait 787 habitants.
Whippingham est surtout connu pour ses liens avec la reine Victoria, en particulier pour son église, remaniée par le prince Albert. L'église a une tour qui rappelle un château sur le Rhin, avec cinq pinacles. À l'intérieur, il y a de brillantes rosaces et une grande lanterne octogonale au centre.
Le village accueillait les domaines royaux d’Osborne House et Barton Manor. Les fermes, l'école, les hospices, la forge et les chambres d'hôtes ont été reconstruits quand ils sont devenus propriétés de la reine et le prince Albert avait « une ferme modèle » construite à Barton. La reine Victoria s'est intéressé de près à « son peuple » de Whippingham en assurant ses habitants pour la maladie.
Le prince et la princesse Louis de Battenberg et le prince et la princesse Henri de Battenberg y sont enterrés.